# Homeland (Fernsehserie)/Episodenliste

Serienlogo

Diese Episodenliste enthält alle Episoden der US-amerikanischen Dramaserie Homeland, sortiert nach der US-amerikanischen Erstausstrahlung. Die Fernsehserie umfasst acht Staffeln mit 96 Episoden.

## Übersicht
| Staffel | Ep. | Erstausstrahlung bei Showtime | Deutschsprachige Erstausstr. (Sender)                                                  |
| ------- | --- | ----------------------------- | -------------------------------------------------------------------------------------- |
| 1       | 12  | 2. Okt. 2011 – 18. Dez. 2011  | 3. Feb. 2013 – 21. Apr. 2013 (Sat.1)                                                   |
| 2       | 12  | 30. Sep. 2012 – 16. Dez. 2012 | 29. Sep. 2013 – 3. Nov. 2013 (Sat.1)                                                   |
| 3       | 12  | 29. Sep. 2013 – 15. Dez. 2013 | 9. März 2014 – 1. Jun. 2014 (Sat.1)                                                    |
| 4       | 12  | 5. Okt. 2014 – 21. Dez. 2014  | 10. Juli 2015 – 31. Jul. 2015 (Kabel eins)                                             |
| 5       | 12  | 4. Okt. 2015 – 20. Dez. 2015  | 3. Apr. 2016 – 8. Mai 2016 (Sat.1)                                                     |
| 6       | 12  | 15. Jan. 2017 – 9. Apr. 2017  | 7. Juli 2017 – 11. Aug. 2017 (Sat.1 emotions)                                          |
| 7       | 12  | 11. Feb. 2018 – 29. Apr. 2018 | 15. Juni 2018 – 20. Jul. 2018 (Sat.1 emotions)                                         |
| 8       | 12  | 9. Feb. 2020 – 26. Apr. 2020  | 11. März 2021 (Ep. 1: Puls 8) 12. März 2021 – 16. Apr. 2021 (Ep. 2–12: Sat.1 emotions) |

## Staffel 1
| Nr. (ges.) | Nr. (St.) | Deutscher Titel  | Originaltitel        | Erstausstrahlung USA | Deutschsprachige Erstausstrahlung (D) | Regie              | Drehbuch                                    |
| ---------- | --------- | ---------------- | -------------------- | -------------------- | ------------------------------------- | ------------------ | ------------------------------------------- |
| 1          | 1         | Der Verdacht     | Pilot                | 2. Okt. 2011         | 3. Feb. 2013                          | Michael Cuesta     | Howard Gordon, Alex Gansa, Gideon Raff      |
| 2          | 2         | Die Garage       | Grace                | 9. Okt. 2011         | 3. Feb. 2013                          | Michael Cuesta     | Alex Gansa & Alexander Cary                 |
| 3          | 3         | Die Halskette    | Clean Skin           | 16. Okt. 2011        | 10. Feb. 2013                         | Dan Attias         | Chip Johannessen                            |
| 4          | 4         | Allein im Regen  | Semper I             | 23. Okt. 2011        | 17. Feb. 2013                         | Jeffrey Nachmanoff | Alex Gansa, Howard Gordon                   |
| 5          | 5         | Die Klinge       | Blind Spot           | 30. Okt. 2011        | 24. Feb. 2013                         | Clark Johnson      | Alexander Cary                              |
| 6          | 6         | Lügen            | The Good Soldier     | 6. Nov. 2011         | 3. März 2013                          | Brad Turner        | Henry Bromell                               |
| 7          | 7         | Die Hütte am See | The Weekend          | 13. Nov. 2011        | 10. März 2013                         | Michael Cuesta     | Meredith Stiehm                             |
| 8          | 8         | Kameraden        | Achilles Heel        | 20. Nov. 2011        | 17. März 2013                         | Tucker Gates       | Chip Johannessen                            |
| 9          | 9         | Issa             | Crossfire            | 27. Nov. 2011        | 24. März 2013                         | Jeffrey Nachmanoff | Alexander Cary                              |
| 10         | 10        | Der Kandidat     | Representative Brody | 4. Dez. 2011         | 7. Apr. 2013                          | Guy Ferland        | Henry Bromell                               |
| 11         | 11        | Die Weste        | The Vest             | 11. Dez. 2011        | 14. Apr. 2013                         | Clark Johnson      | Chip Johannessen, Meredith Stiehm           |
| 12         | 12        | Marine One       | Marine One           | 18. Dez. 2011        | 21. Apr. 2013                         | Michael Cuesta     | Alex Gansa, Howard Gordon, Chip Johannessen |

## Staffel 2
| Nr. (ges.) | Nr. (St.) | Deutscher Titel      | Originaltitel         | Erstausstrahlung USA | Deutschsprachige Erstausstrahlung (D) | Regie               | Drehbuch                                                               |
| ---------- | --------- | -------------------- | --------------------- | -------------------- | ------------------------------------- | ------------------- | ---------------------------------------------------------------------- |
| 13         | 1         | Immer lächeln        | The Smile             | 30. Sep. 2012        | 29. Sep. 2013                         | Michael Cuesta      | Alex Gansa, Howard Gordon                                              |
| 14         | 2         | Beirut               | Beirut Is Back        | 7. Okt. 2012         | 29. Sep. 2013                         | Michael Cuesta      | Chip Johannessen                                                       |
| 15         | 3         | Das Video            | State of Independence | 14. Okt. 2012        | 6. Okt. 2013                          | Lodge Kerrigan      | Alexander Cary                                                         |
| 16         | 4         | Zimmer 416           | New Car Smell         | 21. Okt. 2012        | 6. Okt. 2013                          | David Semel         | Meredith Stiehm                                                        |
| 17         | 5         | Am Ende der Lügen    | Q&A                   | 28. Okt. 2012        | 13. Okt. 2013                         | Lesli Linka Glatter | Henry Bromell                                                          |
| 18         | 6         | Ein verdammtes Wrack | A Gettysburg Address  | 4. Nov. 2012         | 13. Okt. 2013                         | Guy Ferland         | Chip Johannessen                                                       |
| 19         | 7         | Ein Tag am Fenster   | The Clearing          | 11. Nov. 2012        | 20. Okt. 2013                         | John Dahl           | Meredith Stiehm                                                        |
| 20         | 8         | Abflug               | I’ll Fly Away         | 18. Nov. 2012        | 20. Okt. 2013                         | Michael Cuesta      | Handlung: Howard Gordon, Chip Johannessen Schauspiel: Chip Johannessen |
| 21         | 9         | Der beste Freund     | Two Hats              | 25. Nov. 2012        | 27. Okt. 2013                         | Dan Attias          | Alexander Cary                                                         |
| 22         | 10        | Eine Art Liebe       | Broken Hearts         | 2. Dez. 2012         | 27. Okt. 2013                         | Guy Ferland         | Henry Bromell                                                          |
| 23         | 11        | Ein großer Tag       | In Memoriam           | 9. Dez. 2012         | 3. Nov. 2013                          | Jeremy Podeswa      | Chip Johannessen                                                       |
| 24         | 12        | Wieder im Wald       | The Choice            | 16. Dez. 2012        | 3. Nov. 2013                          | Michael Cuesta      | Alex Gansa, Meredith Stiehm                                            |

## Staffel 3
| Nr. (ges.) | Nr. (St.) | Deutscher Titel        | Originaltitel     | Erstausstrahlung USA | Deutschsprachige Erstausstrahlung (D) | Regie               | Drehbuch                            |
| ---------- | --------- | ---------------------- | ----------------- | -------------------- | ------------------------------------- | ------------------- | ----------------------------------- |
| 25         | 1         | Sechs oder keiner      | Tin Man Is Down   | 29. Sep. 2013        | 9. März 2014                          | Lesli Linka Glatter | Alex Gansa, Barbara Hall            |
| 26         | 2         | Die Spur des Geldes    | Uh… Oh… Ah…       | 6. Okt. 2013         | 16. März 2014                         | Lesli Linka Glatter | Chip Johannessen                    |
| 27         | 3         | Endstation Caracas     | Tower of David    | 13. Okt. 2013        | 23. März 2014                         | Clark Johnson       | Henry Bromell, William Bromell      |
| 28         | 4         | Das Risiko             | Game On           | 20. Okt. 2013        | 30. März 2014                         | David Nutter        | James Yoshimura, Alex Gansa         |
| 29         | 5         | Das Yoga-Spiel         | The Yoga Play     | 27. Okt. 2013        | 6. Apr. 2014                          | Clark Johnson       | Patrick Harbinson                   |
| 30         | 6         | Machtwechsel           | Still Positive    | 3. Nov. 2013         | 13. Apr. 2014                         | Lesli Linka Glatter | Alexander Cary, Barbara Hall        |
| 31         | 7         | Der Fluch alter Männer | Gerontion         | 10. Nov. 2013        | 27. Apr. 2014                         | Carl Franklin       | Chip Johannessen                    |
| 32         | 8         | Phase zwei             | A Red Wheelbarrow | 17. Nov. 2013        | 4. Mai 2014                           | Seith Mann          | Alex Gansa, James Yoshimura         |
| 33         | 9         | Jetzt oder nie         | One Last Thing    | 24. Nov. 2013        | 11. Mai 2014                          | Jeffrey Reiner      | Barbara Hall                        |
| 34         | 10        | Der Passagier          | Good Night        | 1. Dez. 2013         | 18. Mai 2014                          | Keith Gordon        | Alexander Cary, Charlotte Stoudt    |
| 35         | 11        | Unser Mann in Teheran  | Big Man in Tehran | 8. Dez. 2013         | 25. Mai 2014                          | Daniel Minahan      | Chip Johannessen, Patrick Harbinson |
| 36         | 12        | Der Stern              | The Star          | 15. Dez. 2013        | 1. Juni 2014                          | Lesli Linka Glatter | Alex Gansa, Meredith Stiehm         |

## Staffel 4
| Nr. (ges.) | Nr. (St.) | Deutscher Titel              | Originaltitel                   | Erstausstrahlung USA | Deutschsprachige Erstausstrahlung (D) | Regie               | Drehbuch                            |
| ---------- | --------- | ---------------------------- | ------------------------------- | -------------------- | ------------------------------------- | ------------------- | ----------------------------------- |
| 37         | 1         | Bluthochzeit                 | The Drone Queen                 | 5. Okt. 2014         | 10. Juli 2015                         | Lesli Linka Glatter | Alex Gansa                          |
| 38         | 2         | Islamabad                    | Trylon and Perisphere           | 5. Okt. 2014         | 10. Juli 2015                         | Keith Gordon        | Chip Johannessen                    |
| 39         | 3         | Die Tyrannei der Geheimnisse | Shalwar Kameez                  | 12. Okt. 2014        | 10. Juli 2015                         | Lesli Linka Glatter | Alexander Cary                      |
| 40         | 4         | Das Eisen im Feuer           | Iron in the Fire                | 19. Okt. 2014        | 17. Juli 2015                         | Michael Offer       | Patrick Harbinson                   |
| 41         | 5         | Dunkle Wolken                | About a Boy                     | 26. Okt. 2014        | 17. Juli 2015                         | Charlotte Sieling   | Meredith Stiehm                     |
| 42         | 6         | Der Junge                    | From A to B and Back Again      | 2. Nov. 2014         | 17. Juli 2015                         | Lesli Linka Glatter | Chip Johannessen                    |
| 43         | 7         | Der Schutzschild             | Redux                           | 9. Nov. 2014         | 24. Juli 2015                         | Carl Franklin       | Alexander Cary                      |
| 44         | 8         | Flucht oder Tod              | Halfway to a Donut              | 16. Nov. 2014        | 24. Juli 2015                         | Alex Graves         | Chip Johannessen, Patrick Harbinson |
| 45         | 9         | Der Tunnel                   | There’s Something Else Going On | 23. Nov. 2014        | 24. Juli 2015                         | Seith Mann          | Patrick Harbinson                   |
| 46         | 10        | Dies ist keine Übung         | 13 Hours in Islamabad           | 7. Dez. 2014         | 31. Juli 2015                         | Daniel Attias       | Alex Gansa, Howard Gordon           |
| 47         | 11        | Astrid                       | Krieg Nicht Lieb                | 14. Dez. 2014        | 31. Juli 2015                         | Clark Johnson       | Alexander Cary, Chip Johannessen    |
| 48         | 12        | Niemandsland                 | Long Time Coming                | 21. Dez. 2014        | 31. Juli 2015                         | Lesli Linka Glatter | Meredith Stiehm                     |

## Staffel 5
| Nr. (ges.) | Nr. (St.) | Deutscher Titel         | Originaltitel                | Erstausstrahlung USA | Deutschsprachige Erstausstrahlung (D) | Regie               | Drehbuch                                     |
| ---------- | --------- | ----------------------- | ---------------------------- | -------------------- | ------------------------------------- | ------------------- | -------------------------------------------- |
| 49         | 1         | Die Schwachstelle       | Separation Anxiety           | 4. Okt. 2015         | 3. Apr. 2016                          | Lesli Linka Glatter | Chip Johannessen, Ted Mann                   |
| 50         | 2         | Drecksarbeit            | The Tradition of Hospitality | 11. Okt. 2015        | 3. Apr. 2016                          | Lesli Linka Glatter | Patrick Harbinson                            |
| 51         | 3         | Die Summe meiner Sünden | Super Powers                 | 18. Okt. 2015        | 10. Apr. 2016                         | Keith Gordon        | Alex Gansa, Meredith Stiehm                  |
| 52         | 4         | Das Schließfach         | Why Is This Night Different? | 25. Okt. 2015        | 10. Apr. 2016                         | John Coles          | Ron Nyswaner                                 |
| 53         | 5         | Verrat                  | Better Call Saul             | 1. Nov. 2015         | 17. Apr. 2016                         | Michael Offer       | Benjamin Cavell, Alex Gansa                  |
| 54         | 6         | Die Mauer               | Parabiosis                   | 8. Nov. 2015         | 17. Apr. 2016                         | Alex Graves         | Chip Johannessen, Ted Mann                   |
| 55         | 7         | Doppelspiel             | Oriole                       | 15. Nov. 2015        | 24. Apr. 2016                         | Lesli Linka Glatter | Alex Gansa, Patrick Harbinson                |
| 56         | 8         | Akrobat                 | All About Allison            | 22. Nov. 2015        | 24. Apr. 2016                         | Dan Attias          | Ron Nyswaner                                 |
| 57         | 9         | Der Mann im Käfig       | The Litvinov Ruse            | 29. Nov. 2015        | 1. Mai 2016                           | Tucker Gates        | Howard Gordon, Patrick Harbinson, Alex Gansa |
| 58         | 10        | Brutal normal           | New Normal                   | 6. Dez. 2015         | 1. Mai 2016                           | Dan Attias          | Meredith Stiehm, Charlotte Stoudt            |
| 59         | 11        | Das Ziel ist Berlin     | Our Man in Damascus          | 13. Dez. 2015        | 8. Mai 2016                           | Seith Mann          | David Fury                                   |
| 60         | 12        | Die letzte Illusion     | A False Glimmer              | 20. Dez. 2015        | 8. Mai 2016                           | Lesli Linka Glatter | Liz Flahive, Alex Gansa, Ron Nyswaner        |

## Staffel 6
| Nr. (ges.) | Nr. (St.) | Deutscher Titel               | Originaltitel           | Erstausstrahlung USA | Deutschsprachige Erstausstrahlung (D) | Regie               | Drehbuch                            |
| ---------- | --------- | ----------------------------- | ----------------------- | -------------------- | ------------------------------------- | ------------------- | ----------------------------------- |
| 61         | 1         | Leichte Beute                 | Fair Game               | 15. Jan. 2017        | 7. Juli 2017                          | Keith Gordon        | Alex Gansa, Ted Mann                |
| 62         | 2         | Der Mann im Keller            | The Man In the Basement | 22. Jan. 2017        | 7. Juli 2017                          | Keith Gordon        | Chip Johannessen                    |
| 63         | 3         | Zwingende Beweise             | The Covenant            | 29. Jan. 2017        | 14. Juli 2017                         | Lesli Linka Glatter | Ron Nyswaner                        |
| 64         | 4         | Westjordanland                | A Flash of Light        | 12. Feb. 2017        | 14. Juli 2017                         | Lesli Linka Glatter | Patrick Harbinson, Alex Gansa       |
| 65         | 5         | Kein sicherer Ort             | Casus Belli             | 19. Feb. 2017        | 21. Juli 2017                         | Alex Graves         | Chip Johannessen                    |
| 66         | 6         | Die Söhne und der Krieg       | The Return              | 26. Feb. 2017        | 21. Juli 2017                         | Alex Graves         | Charlotte Stoudt                    |
| 67         | 7         | Verraten und verkauft         | Imminent Risk           | 5. März 2017         | 28. Juli 2017                         | Tucker Gates        | Ron Nyswaner                        |
| 68         | 8         | Alternative Wahrheiten        | Alt. Truth              | 12. März 2017        | 28. Juli 2017                         | Lesli Linka Glatter | Patrick Harbinson                   |
| 69         | 9         | Die Lügenfabrik               | Sock Puppets            | 19. März 2017        | 4. Aug. 2017                          | Dan Attias          | Chip Johannessen, Evan Wright       |
| 70         | 10        | Feigheit liegt in der Familie | The Flag House          | 26. März 2017        | 4. Aug. 2017                          | Michael Klick       | Alex Gansa, Howard Gordon           |
| 71         | 11        | R für Romeo                   | R Is For Romeo          | 2. Apr. 2017         | 11. Aug. 2017                         | Claire Danes        | Chip Johannessen, Patrick Harbinson |
| 72         | 12        | Todeszone                     | America First           | 9. Apr. 2017         | 11. Aug. 2017                         | Lesli Linka Glatter | Alex Gansa, Ron Nyswaner            |

## Staffel 7
| Nr. (ges.) | Nr. (St.) | Deutscher Titel             | Originaltitel                     | Erstausstrahlung USA | Deutschsprachige Erstausstrahlung (D) | Regie               | Drehbuch                            |
| ---------- | --------- | --------------------------- | --------------------------------- | -------------------- | ------------------------------------- | ------------------- | ----------------------------------- |
| 73         | 1         | Im freien Fall              | Enemy of the State                | 11. Feb. 2018        | 15. Juni 2018                         | Lesli Linka Glatter | Debora Cahn, Alex Gansa             |
| 74         | 2         | Gute Absichten              | Rebel Rebel                       | 18. Feb. 2018        | 15. Juni 2018                         | Lesli Linka Glatter | Patrick Harbinson, Chip Johannessen |
| 75         | 3         | Der Strafzettel             | Standoff                          | 25. Feb. 2018        | 22. Juni 2018                         | Michael Klick       | Anya Leta, Ron Nyswaner             |
| 76         | 4         | Live aus dem freien Amerika | Like Bad at Things                | 4. März 2018         | 22. Juni 2018                         | Alex Graves         | Chip Johannessen, Patrick Harbinson |
| 77         | 5         | Die üblichen Verdächtigen   | Active Measures                   | 11. März 2018        | 29. Juni 2018                         | Charlotte Sieling   | Debora Cahn                         |
| 78         | 6         | Krupins Kreuz               | Species Jump                      | 18. März 2018        | 29. Juni 2018                         | Michael Offer       | Anya Leta, Ron Nyswaner             |
| 79         | 7         | Wellingtons Briefe          | Andante                           | 25. März 2018        | 6. Juli 2018                          | Lesli Linka Glatter | Patrick Harbinson, Chip Johannessen |
| 80         | 8         | Lügen, Gerüchte, Twitter    | Lies, Amplifiers, F**king Twitter | 1. Apr. 2018         | 6. Juli 2018                          | Tucker Gates        | Patrick Harbinson, Chip Johannessen |
| 81         | 9         | Der nützliche Idiot         | Useful Idiot                      | 8. Apr. 2018         | 13. Juli 2018                         | Nelson McCormick    | Debora Cahn                         |
| 82         | 10        | Die Uhr tickt               | Clarity                           | 15. Apr. 2018        | 13. Juli 2018                         | Dan Attias          | Howard Gordon, Ron Nyswaner         |
| 83         | 11        | Die Welt sieht zu           | All In                            | 22. Apr. 2018        | 20. Juli 2018                         | Alex Graves         | Patrick Harbinson, Chip Johannessen |
| 84         | 12        | Die Brücke über die Narva   | Paean to the People               | 29. Apr. 2018        | 20. Juli 2018                         | Lesli Linka Glatter | Alex Gansa                          |

## Staffel 8
Die deutschsprachige Erstausstrahlung der achten Staffel erfolgte anteilig sowohl durch den schweizerischen Sender Puls 8 als auch durch den deutschen Sender Sat.1 emotions. Puls 8 strahlte die Episoden vom 11. März bis 27. Mai 2021 donnerstags aus, wobei die erste Episode in deutschsprachiger Erstausstrahlung lief. Sat.1 emotions zeigte die Staffel in Doppelepisoden freitags vom 12. März bis 16. April 2021, wobei es sich bei der zweiten und den folgenden Episoden um die deutschsprachige Erstausstrahlung handelt.
| Nr. (ges.) | Nr. (St.) | Deutscher Titel           | Originaltitel       | Erstausstrahlung USA | Deutschsprachige Erstausstrahlung (D/CH) | Regie               | Drehbuch                            |
| ---------- | --------- | ------------------------- | ------------------- | -------------------- | ---------------------------------------- | ------------------- | ----------------------------------- |
| 85         | 1         | 180 Tage                  | Deception Indicated | 9. Feb. 2020         | 11. März 2021                            | Lesli Linka Glatter | Debora Cahn, Alex Gansa             |
| 86         | 2         | Der große Schwindel       | Catch and Release   | 16. Feb. 2020        | 12. März 2021                            | Lesli Linka Glatter | Patrick Harbinson, Chip Johannessen |
| 87         | 3         | Das unglückliche Land     | False Friends       | 23. Feb. 2020        | 19. März 2021                            | Keith Gordon        | Alex Gansa, Howard Gordon           |
| 88         | 4         | Präsidenten an Bord       | Chalk One Up        | 1. März 2020         | 19. März 2021                            | Seith Mann          | Patrick Harbinson, Chip Johannessen |
| 89         | 5         | Der traurigste aller Tage | Chalk Two Down      | 8. März 2020         | 26. März 2021                            | Alex Graves         | Patrick Harbinson, Chip Johannessen |
| 90         | 6         | Zwei Minuten              | Two Minutes         | 15. März 2020        | 26. März 2021                            | Tucker Gates        | Debora Cahn, Alex Gansa             |
| 91         | 7         | Auge um Auge              | Fucker Shot Me      | 22. März 2020        | 2. Apr. 2021                             | Lesli Linka Glatter | Patrick Harbinson, Chip Johannessen |
| 92         | 8         | Jemand namens Max         | Threnody(s)         | 29. März 2020        | 2. Apr. 2021                             | Michael Klick       | Patrick Harbinson, Chip Johannessen |
| 93         | 9         | Zwischen Schwarz und Weiß | In Full Flight      | 5. Apr. 2020         | 9. Apr. 2021                             | Dan Attias          | Alex Gansa, Howard Gordon           |
| 94         | 10        | Nutzlose Wahrheit         | Designated Driver   | 12. Apr. 2020        | 9. Apr. 2021                             | Michael Offer       | Patrick Harbinson, Chip Johannessen |
| 95         | 11        | Genossin Lehrerin         | The English Teacher | 19. Apr. 2020        | 16. Apr. 2021                            | Michael Cuesta      | Patrick Harbinson, Chip Johannessen |
| 96         | 12        | Nacht über Moskau         | Prisoners of War    | 26. Apr. 2020        | 16. Apr. 2021                            | Lesli Linka Glatter | Alex Gansa, Howard Gordon           |